# … und die Bibel hat doch recht
… und die Bibel hat doch recht ist ein deutscher Dokumentarfilm von Harald Reinl aus den Jahren 1976/77.

## Handlung
Es handelt sich um die Verfilmung des gleichnamigen Sachbuch-Bestsellers von Werner Keller, die in „weniger spektakulärer Weise als die Vorlage“ zu zeigen versucht, dass archäologische Funde und Erkenntnisse nicht im Widerspruch zu biblischen Aussagen stehen.

## Produktionsnotizen
Die Dreharbeiten zu … und die Bibel hat doch recht führten Reinl an zahlreiche biblische Stätten im Nahen Osten und in diverse Länder Westeuropas. Er drehte zwischen dem 20. September 1976 und 26. Februar 1977 in Israel, Jordanien, Ägypten, Syrien, Irak, Italien, Frankreich, Großbritannien, den Niederlanden und in der Bundesrepublik Deutschland. Die Fertigstellung erfolgte am 30. April 1977, nach der FSK-Prüfung vom 16. Juni 1977 wurde der Film für Kinder ab 6 Jahren freigegeben. Die Uraufführung fand am 14. Oktober 1977 in Nürnberg statt.
Autor Manfred Barthel hatte außerdem die Herstellungs- und Produktionsleitung und sprach überdies den Kommentar. Als Sprecher fungierten Manfred Seipold und Holger Petzold.
Der Film erhielt 1977 das Prädikat „besonders wertvoll“.
Wie schon bei den vorhergehenden Sachbuchbestseller-Verfilmungen Erinnerungen an die Zukunft und Botschaft der Götter arbeitete Reinl auch hier mit dem Autor Barthel und dem Kameramann Ernst Wild zusammen.

## Kritiken
„Der Schwerpunkt liegt deutlich auf den bildstarken Teilen der Heiligen Schrift, in der theologischen Deutung hält der Film sich zurück, allerdings ist eine Neigung zum Psychologisieren unverkennbar. Etwas langatmig mit schönen Bildern im Stil eines Kulturfilms inszeniert.“